# Paso Yobai
Paso Yobái ist eine Stadt und ein Distrikt im Departamento Guairá in Paraguay, 200 km südöstlich von Asunción gelegen. Er ist bekannt für seine Mate-Produktion und seit 2007 für die erste Goldmine Paraguays. Der Distrikt hat etwa 30.000 Einwohner und eine Fläche von 693 km².

## Geschichte
Der Ort wurde 1923 von dem Schweizer Kolonisten Georges Naville gegründet. Er hatte dort Grundbesitz erworben, um die wertvollen Hölzer des Urwaldes wirtschaftlich nutzbar zu machen. Am Río Gasory legte er ein großes Sägewerk und eine Möbeltischlerei an. Zum Abtransport des geschnittenen Holzes und der an Ort und Stelle hergestellten Möbel baute Naville den alten Urwaldpfad zu einer befahrbaren Straße aus, die von Mbocayaty über Independencia nach Paso Yobai führt. Aus Sägewerk, Tischlerei und Arbeiterhäusern wurde so der inmitten des Urwalds gelegene Industriestandort Paso Yobai. 1993 spaltete sich Paso Yobai vom Distrikt Independencia ab und wurde ein eigenständiger Distrikt.

## Wirtschaft
Paso Yobai ist traditionell für seine qualitativ hochwertige Mate-Teeproduktion bekannt, mit Sorten wie Labrador, Aromática und Oro Verde. Außerdem werden Zuckerrohr, Baumwolle und Soja angebaut.

### Goldproduktion
Im Jahr 1996 entdeckte der Ecuadorianer Antonio Iván Flores Díaz durch Zufall einen Klumpen Gold in einem Fluss in Paso Yobai, als er dort zu Besuch war. Das löste wenig später einen riesigen Goldrausch im Ort aus. Kurz darauf begaben sich 5000 Einwohner auf die Goldsuche im Fluss. Sie legten später auch zahlreiche illegale Minen an. Im Jahr 2007 kaufte das kanadische Unternehmen Latin American Minerals, Inc. die Lizenz zum Goldabbau, für die es 5 % des jährlich geförderten Goldes an den paraguayischen Staat zahlt. Das Unternehmen führte unzählige Bohrungen durch und entdeckte das Gebiet mit dem höchsten Goldanteil. Bei den Probebohrungen variierte der Goldanteil von 0,1 Gramm/Tonne bis 102,7 Gramm/Tonne. Das Unternehmen vermutet, dass die Mine zu denen mit den weltweit größten Goldvorkommen gehören könnte. Im Mai 2012 produzierte das Unternehmen den ersten Goldbarren, der über sechs Kilogramm wog. 2014 wurden 50 Kilogramm Gold produziert. Nach einer technischen Aufrüstung 2016 wurden 102 Kilogramm anvisiert. Im Mai 2017 wurde bei einer weiteren Probebohrung sogar eine Ader mit einem Goldanteil von 125 Gramm/Tonne entdeckt.